# سیرک خون‌آشام
سیرک خون‌آشام (به انگلیسی: Vampire Circus) فیلمی محصول سال ۱۹۷۲ و به کارگردانی رابرت یانگ است. در این فیلم بازیگرانی همچون آدرین کوری، آنتونی هیگینز، جان مولدر-براون، لین فردریک، لالا وارد، رابین ساکس، رابین هانتر و دیوید پراوس ایفای نقش کرده‌اند.